# Oxilus manzonii
Oxilus manzonii là một loài bọ cánh cứng trong họ Cerambycidae.